# 普通针毛蕨
普通针毛蕨（学名：Macrothelypteris torresiana）为金星蕨科针毛蕨属下的一个种。

## 扩展阅读
- 維基物種上的相關：普通针毛蕨